# Cratere Amarum
Amarum è un cratere presente sulla superficie di Tritone, il principale satellite di Nettuno; il suo nome deriva da quello di Amarum, un serpente acquatico presente nella mitologia Quecha.